# کسل هاین (کارولینای شمالی)
کسل هاین (به انگلیسی: Castle Hayne) شهری در ایالت کارولینای شمالی کشور ایالات متحده آمریکا است که جمعیت آن در سرشماری سال ۲۰۱۰ میلادی، ۱٬۲۰۲ نفر بوده‌است.